# Kastner
Kastner – niemieckie nazwisko, oznacza dawne stanowisko administracyjne. Zapisywane także jako Castner lub Kastener. W Ameryce Północnej także jako Costner, Cosner lub Chostner.
W Niemczech nosi to nazwisko 4 494 osoby, co czyni je 983 nazwiskiem w tym kraju, przy czym w Bawarii jest to 41 nazwisko.

## Osoby
- Hermann Kastner
- Johann Kastner
- Susanne Kastner